# Richard DeManincor
Richard DeManincor es un actor estadounidense.

## Carrera
Richard DeManincor actuó en 1981 en el film The Evil Dead junto a Bruce Campbell, Ellen Sandweiss, Betsy Baker y Theresa Tilly, el film fue dirigido por Sam Raimi. En 1985 regresa al cine de nuevo junto a Bruce Campbell en el film Crimewave dirigido por Sam Raimi. En el film The Evil Dead aparece en los créditos como Hal Delrich.

## Filmografía

### Cine
- Crimewave (1985) .... Oficial Garvey
- The Evil Dead (1981) .... Scott

- Datos: Q3125881